# Tonj
Tonj, a vegades Tong, és una ciutat del Sudan del Sud. Dona nom a tota la comarca. És a uns 130 km de Warrap (en línia recta cap al nord, però uns 160 km per carretera), a més de 100 km de Wau (a l'oest) i a més de 150 km de Rumbek (a l'est). És capital del comtat de Tonj South. és una ciutat petita però en creixement, entre dos centres urbans destacats, Rumbek i Wau, sent un punt de trànsit entre les dues ciutats. Disposa d'un aeroport. És el centre del país dinka. A la ciutat fou enterrat el destacat líder William Deng Nhial. La població s'estimava el 2010 en 17.340 habitants.